# Идријски партизански одред
Идријски партизански одред је био партизанска јединица у саставу Народноослободилачке војске и партизанских одреда Југославије током Другог светског рата у Југославији.

## Историјат
Формиран је половином септембра 1943. на подручју Идрије и Церкна. У Церкном је од Одреда формирана 26. септембра 1943. Шеснаеста словеначка НО ударна бригада Јанко Премрл Војко од 3 батаљона. Нови Одред, јачине око 100 бораца, формиран је 6. октобра. Када је Наредбом Штаба 9. корпуса, од 22. октобра 1943, на територији идријског округа формирана Команда идријског војног подручја, Одред је расформиран. Наредбом Штаба 9. корпуса од 1. фебруара 1944. Команда подручја је расформирана и формиран нови Идријско-толмински НОП одред (од 3 чете) који је дејствовао на простору Бањшка планота, Предмеја, Доња Трибуша, Чепован и у толминском рејону. Одред је обезбеђивао ослобођену територију, нападао мање непријатељске колоне и вршио диверзантске акције на путним и железничким комуникацијама у долини Соче и Баче. Делови овог одреда заузели су 10. јула1944. италијанско упориште у селу Камном код Кобарида, где су заробили 50 италијанских војника и упутили их у италијанске партизанске јединице, извршили демонстративни напад на Воларје 16. јула и на Кобарид 6. августа. Од 20. августа до 5. септембра 1944. Одред је водио тешке борбе са Немцима на подручју Толмина и, истовремено, рушио комуникације у долини Соче. Расформиран је 8. новембра 1944, а његово људство укључено је у састав 17. бригаде Симон Грегорчич и 19. бригаде Сречко Косовел.